# 1989년 삼성 라이온즈 시즌
1989년 삼성 라이온즈 시즌은 삼성 라이온즈가 KBO 리그에 참가한 8번째 시즌이다. 정동진 감독이 새로 부임했으며, 박승호가 주장으로 선출되었다. 
한편, 전년도에 이어 일본 노베오카에서 전지훈련을 실시했지만 일본 기온이 한국과 별 차이가 없어 투수들이 훈련하는데 곤혹스러워하여 그 이후 한동안 일본으로 전지훈련을 가지 않았으며 이 때문에 다음 해에는 투수 포수들이 필리핀, 야수들이 대구시민운동장 경산구장 승리관 등에서 전지훈련을 했다.
게다가, 기대를 걸었던 최동원이 1승에 그친 데 이어 성준 김훈기의 부상 등 여러 가지 사정 때문에 투수력이 붕괴되어  7팀 중 4위를 기록하며 간신히 준플레이오프에 진출했으나 준플레이오프에서 태평양 돌핀스에게 1승 2패로 져 탈락했는데 코칭스태프가 원년멤버 선수 위주였던 것이 컸고 유백만 전 MBC 감독을  시즌 후 수석코치로 영입했다.
아울러, 정동진 감독이   사생활 문제로 물의를 일으킨 황규봉 1군 투수코치의 2군행을 요구한 편송언 사장과 마찰을 빚었으며 이 과정에서 1986년 11월 26일부터 3년 계약을 맺었던 황규봉 코치가 1989년 시즌 후 전속계약 종료와 함께 외국 유학을 떠나면서 구단과 작별했고  그 이후 프로야구계와 인연을 끊었으며  정동진 감독은 앞서 본 것처럼 사생활 문제로 물의를 일으킨 황규봉 1군 투수코치의 2군행을 요구한 편송언 사장과 마찰을 빚은 것 외에도 1990년 한국시리즈의 패퇴 탓인지 계약기간을 1년 남겨둔 채 같은 해 시즌 후 해임됐으며 1989년 12월 5일부터 2년 계약한 유백만 수석코치는 1991년 12월 4일부터  3년 재계약했다.
그러나, 1990년 11월 2일부터 3년 계약을 통해 삼성 감독으로 취임했던 김성근 감독이 부임 첫 해인 1991년 본인(김성근)의 스파르타식 훈련 때문에 부상선수가 속출하여 3위로 떨어진 데 이어 이에 김성근 감독이 훈련 강도를 낮췄지만 부임 2년 째인 1992년에  1985년 이후 7년 만에 미국(베로비치)에서 전지훈련을 실시한 데 이어  미국에서 귀국하던 길에 일본 노베오카에서도 전지훈련을 했음에도 선수들이 시차 적응에 실패하여 훈련 계획을 망쳐 4위로 간신히 진출한 준플레이오프에서 2패로 탈락하여 2년 연속 한국시리즈 진출에 실패해 임기를 1년 남겨둔 채 중도하차했고 이 과정에서 유백만 코치의 계약도 해지됐다.
한편, 앞서 본 것처럼 큰 기대를 걸었던 최동원이  트레이드 거부 의사를 밝힌 채 연봉 재계약을 차일피일 미루면서 훈련까지 불참하는 행보를 보이다 구단의 끈질긴 설득을 통하여 이 해 6월 23일 연봉 재계약을 마쳤지만 1승 2패에 그쳐 투수 확보에 비상이 걸리자 1987년 해태를 떠날 때부터 삼성 이적을 희망해 온 강만식을 1989년 5월 13일 영입했으나 이적 후 5경기 1패에 그쳐 이 해를 끝으로 은퇴했으며 매년 수비율에서 거의 1위를 했지만 김용철 강기웅 김용국 등 주전선수들이 부상으로  7월까지 한동안 결장한 데다 김성래가 부상으로 결장이 잦았던  것이 커   100실책으로 최다 팀실책 2위라는 불명예를 안았다.

## 타이틀
- KBO 골든글러브: 강기웅 (2루수)
- 올스타 선발: 이만수 (포수), 강기웅 (2루수), 류중일 (유격수)
- 올스타전 추천선수: 김성길, 이종두, 장태수
- 컴투스프로야구 80년대 삼성 라이온즈 라인업: 유명선 (선발투수), 김성길 (선발투수), 홍성연 (중계투수), 이문한 (중계투수), 김용철 (1루수), 장태수 (중견수), 박승호 (지명타자)
- 컴투스프로야구 트레이드 사가 라인업: 최동원 (중계투수)
- 희생플라이: 강기웅 (8)

## 선수단
- 선발투수 : 김성길, 유명선, 성준, 김훈기, 최동원, 박용준, 양일환
- 구원투수 : 오명록, 이문한, 홍성연, 김상엽, 강만식, 이주헌, 정윤수, 진동한
- 마무리투수 : 권영호, 박정은, 송광훈
- 포수 : 이만수, 김성현, 하용석, 박정환
- 1루수 : 김용철, 이현택
- 2루수 : 강기웅, 김성래
- 유격수 : 류중일, 이종옥
- 3루수 : 김용국, 최해명
- 좌익수 : 장태수, 정성룡, 홍승규
- 중견수 : 이종두,  김정수
- 우익수 : 구윤, 김종갑,  안민석, 강종필, 강영수
- 지명타자 : 박승호, 김선훈, 정존수, 나광남, 이홍식, 최무영

## 여담
- 팀은 시범경기에서 한 경기도 이기지 못했다.
- 최동원은 1986년부터 이때까지 KBO 리그 내 최고 연봉자였다.
- 송광훈은 KBO 리그 역대 최초로 해외에서 대학을 졸업한 선수다.
- 송광훈은 1980년대 용병 투수 통산 최저 WAR(-0.47) 기록을 세웠다.
- 권영호는 이 시즌 KBO 리그 통산 1000이닝을 달성했다.
- 권영호는 본인의 프로 통산 마지막 정규 시즌 경기였던 10월 2일 빙그레 이글스와의 경기에서 KBO 리그 사상 최초로 통산 100세이브를 달성하고 이 시즌을 끝으로 은퇴했다. 포스트시즌까지 범위를 넓히면 10월 9일 태평양 돌핀스와의 준플레이오프 2차전이 권영호의 마지막 등판이었는데, 권영호는 이 경기에서도 세이브를 기록했다.
- 김성길은 이 시즌 KBO 리그 역대 단일 시즌 태평양 돌핀스 상대 최다 패(6) 기록을 세웠다.
- 팀은 태평양 돌핀스와 KBO 리그 사상 최초의 준플레이오프를 치렀다. 1차전에서 패전 투수가 된 김성길이 KBO 준플레이오프의 1호 패전 투수가 되었으며, 2차전에서 세이브를 올린 권영호가 1호 세이브의 주인공이 되었다.
- 이 시즌을 끝으로 은퇴한 권영호는 통산 4210명의 타자만 상대하고도 통산 1000이닝을 채웠다.

## 같이 보기
- 1988년 삼성 라이온즈 시즌